# 全国少数民族文学创作骏马奖
全国少数民族文学创作奖骏马奖，是1981年创设，由中国作家协会、国家民族事务委员会共同主办的少数民族文学的国家级文学奖。中国少数民族文学创作骏马奖每三年举办一届。自创建到第十一届，共有748人次，709篇（部）作品获奖。获奖作品为少数民族作家用汉语或少数民族语言撰写出版的文学作品，形式包括长篇小说、中篇小说集、短篇小说集、长诗、短诗、散文集、报告文学、理论评论集、翻译等。

## 历史
1980年7月，中国首届全国少数民族文学创作会议由中国作家协会与国家民族事务委员会联合组织召开。在这次会议上决定了要设定全国少数民族文学创作奖，该奖项由中国作家协会与国家民族事务委员会共同主办。全国少数民族文学创作奖之中也包括被命名为“腾龙奖”的专门为少数民族题材电影的奖项。1986年8月，时任中华人民共和国副主席的乌兰夫在中国呼和浩特举办的中国首届全国少数民族题材电视剧电视艺术奖上，为该奖项命名并题写“骏马奖”三字。该奖项与全国少数民族文学创作奖同为国家民委主办且都属于少数民族文艺作品的评奖，因此全国少数民族文学创作奖也启用“骏马奖”作为该奖项的新的命名。在1999年举办的在第六届“全国少数民族文学创作奖”评奖中，该奖项正式更名为“全国少数民族文学‘骏马奖’”。2004年，中宣部批复中国作协，将全国少数民族文学创作“骏马奖”设定为国家级文学奖。在2005年举办的该奖项的第八届的评奖中，被更名为“全国少数民族文学创作‘骏马奖’”并沿用至今。
第一届至第五届骏马奖的颁奖典礼均在北京人民大会堂举办。而1999年10月，第六届骏马奖将颁奖典礼在昆明云南省电视台演播大厅举办。2002年9月，第七届骏马奖则又回北京人民大会堂举办。2005年12月，全国第八届少数民族文学创作"骏马奖"在云南昆明举办颁奖典礼。2008年11月，第九届骏马奖颁奖典礼则是在贵州贵阳举办。2012年9月，第十届全国少数民族文学创作“骏马奖”颁奖典礼在国家大剧院举办。2016年9月，第十一届全国少数民族文学创作“骏马奖”在北京中国现代文学馆举办。2020年8月23日，第十二届全国少数民族文学创作“骏马奖”在在北京召开的第十二届骏马奖评奖委员会第五次全体会议上揭晓。

## 奖项设置及获奖情况
全国少数民族文学创作“骏马奖”较为稳定的奖项有长篇小说奖、中短篇小说奖、报告文学奖、诗歌奖、散文奖、翻译奖等。曾先后取消了荣誉奖、儿童文学奖、电影文学奖、剧本奖、新人新作奖以及人口较少民族特别奖等奖项。十一届的全国少数民族文学创作“骏马奖”共产生709篇（部）获奖作品，748人次获奖。从第一届到第十一届，骏马奖颁奖数量下降超过80%。骏马奖体现对了对少数民族的照顾倾斜和对少数民族文学的扶持，通过对骏马奖的少数民族语言作品获奖率进行统计，该奖少数民族语言获奖率高于汉语作品获奖率。但人数较少的少数民族的文学作品面临一些困境，如相关的人口较少民族特别奖曾几次被撤销。
关于获奖者的信息，女性骏马奖得主比例上升。早期的骏马奖得主呈现了一体化的特征。他们大部分为职业作家且大多属于文联或文协系统，得主们主要从事编辑或者教师等职业。而在后期的评选中，虽然职业作家仍然占大多数，但获奖人员的身份则愈发复杂。主治医师、公益志愿者等非职业作家的作品也会出现在获奖名单之中。
而关于获奖作品内容，在早期的骏马奖获奖作品中借内容主要为革命历史的叙述或对当时政策的拥护的政治化主题来构建主流话语。八十年代中期以后，对民族或地域的文化内容成为获奖作品的主要内容，少数民族作家通过对民族性的挖掘和地域文化的坚守而完成自身的民族或地域的身份认同。到了二十一世纪以后，获奖作品内容则开始关注民族关系、民族精神以及更深层的对人类生存的思考等母题，通过对民族文化或地域生活的书写来阐述更普遍的生命命题。不过获奖作品内容上也不必然強調本身民族性的特质，像是一些少数民族作家的作品，如钟铁夫的《女人无泪》，侧重点是妇女解放和独立而非民族生活、民族历史等与少数民族相关的主题。又或者一些作家愿意跳出民族的界限，把人类面临的全球性问题作为主题，比如王华的《雪豆》。另外，少数民族作家更倾向于追忆历史而非对现实的表达以及少数民族作家更喜爱乡土题材而非城市题材的作品。

## 运行机制的特点
全国少数民族文学创作“骏马奖”在评选的运行机制上体现了政治话语与文学场域两种逻辑的博弈。第一，骏马奖的的主办单位的官方化。第一届全国少数民族文学创作奖在最初虽然由中国作协和国家民委作为领导机构，不过是由《民族文学》杂志进行评选，带有刊物办奖的色彩。从第二届开始，该奖项改为由中国作协和国家民委共同主办的国家级奖项，因此该奖项成为主流文化体制的组成部分。第二，骏马奖的评委非专业化。骏马奖的评委主任分别是中国作协的党组领导和国家民委的负责人，明显缺乏从事相关民族文学研究的专业批评家和研究者，如第九届的21位评委中仅一人从事中国少数民族文学理论和批评研究。另外，评委虽然由中国作协和国家民委的成员中共同产生，但评委组作协体系的人员偏多。同样在第九届的21位评委中，仅三人为民委负责人，其余18人中5人为省级以上的作协负责人，其余人员也是作协会员。第三，政治认同优先。第一届骏马奖的评奖对作品评选范围更加注重，但从第二届开始，虽然标准略有不同，但始终的逻辑为政治标准第一、艺术标准第二。例如提出“倡导爱国主义、集体主义、社会主义的思想和精神”、“有利于倡导民族团结、社会进步、人民幸福的思想和精神”等思想性的评选标准。

## 获奖名单

### 第一届
| 奖项     | 作品类型   | 作品名称                 | 作者                  | 民族       | 作品名称                   | 作者            | 民族       |
| -------- | ---------- | ------------------------ | --------------------- | ---------- | -------------------------- | --------------- | ---------- |
| 荣誉奖   | 短篇小说   | 《不称心的姐夫》         | 关庚寅                | 满族       | 《努尔曼老汉和猎狗巴力斯》 | 艾克拜尔·米吉提 | 哈萨克族   |
| 荣誉奖   | 短篇小说   | 《骑手为什么歌唱母亲》   | 张承志                | 回族       | 《活佛的故事》             | 玛拉沁夫        | 蒙古族     |
| 荣誉奖   | 短篇小说   | 《愿你听到这支歌》       | 李陀                  | 达斡尔族   | 《美与丑》                 | 益希卓玛        | 藏族       |
| 荣誉奖   | 短篇小说   | 《空谷兰》               | 张长                  | 白族       |                            |                 |            |
| 荣誉奖   | 中篇小说   | 《甜甜的刺莓》           | 孙健忠                | 土家族     |                            |                 |            |
| 荣誉奖   | 报告文学   | 《为了周总理的嘱托》     | 穆青等                | 回族       |                            |                 |            |
| 荣誉奖   | 儿童文学   | 《帮助》（诗）           | 吐尔逊买买提·帕合尔丁 | 维吾尔族   | 《兔兄弟》（剧本）         | 沙叶新等        | 回族       |
| 获奖作品 | 长篇小说集 | 《瀑布》                 | 陆地                  | 壮族       | 《淮海大战》               | 寒风            | 满族       |
| 获奖作品 | 长篇小说集 | 《巨变》                 | 乌拉孜罕·阿合买提     | 哈萨克族   | 《格桑梅朵》               | 降边嘉措        | 藏族       |
| 获奖作品 | 长篇小说集 | 《幸存的人》             | 益希单增              | 藏族       | 《战斗的年代》             | 柯尤慕·图乐迪   | 维吾尔族   |
| 获奖作品 | 长篇小说集 | 《骑兵之歌》             | 敖德斯尔、斯琴高娃    | 蒙古族     |                            |                 |            |
| 获奖作品 | 中篇小说   | 《阿勒克足球》           | 张承志                | 回族       | 《争执》                   | 巩盖·木哈江     | 哈萨克族   |
| 获奖作品 | 中篇小说   | 《闺中悲事》             | 金溶植                | 朝鲜族     | 《侗家人》                 | 滕树嵩          | 侗族       |
| 获奖作品 | 中篇小说   | 《槟榔盒》               | 农穆等                | 壮族       |                            |                 |            |
| 获奖作品 | 短篇小说   | 《希望的绿叶》           | 张长                  | 白族       | 《夜走红泥岭》             | 李英敏          | 京族       |
| 获奖作品 | 短篇小说   | 《蛮人小传》             | 李惠文                | 满族       | 《回民代表》               | 马连义          | 回族       |
| 获奖作品 | 短篇小说   | 《一个担架兵的经历》     | 李乔                  | 彝族       | 《刀朗青年》               | 祖·沙比尔       | 维吾尔族   |
| 获奖作品 | 短篇小说   | 《留在记忆里的故事》     | 孙健忠                | 土家族     | 《春雪》                   | 伊·布拉固德     | 蒙古族     |
| 获奖作品 | 短篇小说   | 《压在心底的话》         | 郑世峰                | 朝鲜族     | 《绿色的箭囊》             | 伍略            | 苗族       |
| 获奖作品 | 短篇小说   | 《节日回到布依寨》       | 罗国凡                | 布依族     | 《山路崎岖》               | 普飞            | 彝族       |
| 获奖作品 | 短篇小说   | 《瞧啊，那片绿叶》       | 乌热尔图              | 鄂温克族   | 《花园里的风波》           | 班觉            | 藏族       |
| 获奖作品 | 短篇小说   | 《八月》                 | 邵长青                | 满族       | 《母爱》                   | 莫·阿斯尔       | 蒙古族     |
| 获奖作品 | 短篇小说   | 《战友》                 | 苗林                  | 苗族       | 《遮荫树》                 | 苏晓星          | 彝族       |
| 获奖作品 | 短篇小说   | 《紫花与红叶》           | 关沫南                | 满族       | 《谁的过错》               | 岳坚            | 景颇族     |
| 获奖作品 | 短篇小说   | 《彩霞》                 | 林元春                | 朝鲜族     | 《齐毛太》                 | 多杰才旦        | 藏族       |
| 获奖作品 | 短篇小说   | 《娘伴》                 | 谭覃                  | 侗族       | 《永远吃香的人》           | 雷德和等        | 畲族       |
| 获奖作品 | 长诗       | 《喀什之夜》             | 吾铁库尔              | 维吾尔族   | 《说吧，长白山》           | 金成辉          | 朝鲜族     |
| 获奖作品 | 长诗       | 《她的梦幻与现实》       | 库尔班阿里            | 哈萨克族   | 《莲花滩》                 | 王世兴          | 回族       |
| 获奖作品 | 长诗       | 《大黑天神》             | 晓雪                  | 白族       | 《孤胆英雄颂》             | 康朗亮          | 傣族       |
| 获奖作品 | 长诗       | 《凤凰歌》               | 韦其麟                | 壮族       | 《群星的故乡》             | 阿尔斯兰        | 维吾尔族   |
| 获奖作品 | 长诗       | 《米拉尕黑》             | 汪玉良                | 东乡族     | 《献给叶子的歌》           | 敖力玛斯荣      | 蒙古族     |
| 获奖作品 | 长诗       | 《晨星传》               | 金哲                  | 朝鲜族     | 《真挚的爱情》             | 穆·萨迪克       | 维吾尔族   |
| 获奖作品 | 长诗       | 《雪山风暴》             | 汪承栋                | 土家族     | 《西迁之歌》               | 管忠才          | 锡伯族     |
| 获奖作品 | 长诗       | 《格拉茨姆》             | 戈阿干                | 纳西族     | 《一个奇幻的梦》           | 端智嘉          | 藏族       |
| 获奖作品 | 长诗       | 《从马尾弦上流下来的歌》 | 戈非                  | 满族       |                            |                 |            |
| 获奖作品 | 短诗       | 《命运之马》             | 巴·布林贝赫           | 蒙古族     | 《花的世界》               | 那家伦          | 白族       |
| 获奖作品 | 短诗       | 《捧送阳光的人》         | 伊丹才让              | 藏族       | 《百岁老人》               | 罗汛河          | 布依族     |
| 获奖作品 | 短诗       | 《爱情篇》               | 铁依甫江              | 维吾尔族   | 《写在弹坑上》             | 李甜芬          | 壮族       |
| 获奖作品 | 短诗       | 《长在屋檐上的瓜秧》     | 颜家文                | 土家族     | 《您终于来啦》             | 沙蕾            | 回族       |
| 获奖作品 | 短诗       | 《随感》                 | 克里木·霍加           | 维吾尔族   | 《闪烁的明珠》             | 陈学明          | 佤族       |
| 获奖作品 | 短诗       | 《彩石》                 | 查干                  | 蒙古族     | 《草原珍珠》               | 博·敖斯尔       | 蒙古族     |
| 获奖作品 | 短诗       | 《喳曲的传说》           | 格桑多杰              | 藏族       | 《纪念碑》                 | 吾马尔哈孜·艾坦 | 哈萨克族   |
| 获奖作品 | 短诗       | 《心的叮咛》             | 艾里坎木·艾合坦木     | 维吾尔族   | 《金麦黄熟了》             | 韦革新          | 彝族       |
| 获奖作品 | 短诗       | 《楠木的呼声》           | 岩峰                  | 傣族       | 《怒江架金桥》             | 祝发青          | 傈僳族     |
| 获奖作品 | 短诗       | 《太阳的女儿》           | 苏赫巴                | 蒙古族     | 《春色满壮乡》             | 包玉堂          | 仫佬族     |
| 获奖作品 | 短诗       | 《歌的家乡》             | 黄钟警                | 侗族       | 《祖国哺育了我》           | 乌苏满江        | 维吾尔族   |
| 获奖作品 | 短诗       | 《致诗人》               | 高深                  | 回族       | 《拥抱吧，他是你的父亲》   | 买买提艾利·祖农 | 维吾尔族   |
| 获奖作品 | 短诗       | 《棘叶集》               | 饶阶巴桑              | 藏族       | 《啊，泸沽湖》             | 何顺明          | 普米族     |
| 获奖作品 | 短诗       | 《我们女英雄的一对眼睛》 | 黄青                  | 壮族       | 《月夜》                   | 泰来提·纳赛尔   | 乌兹别克族 |
| 获奖作品 | 短诗       | 《剪禾把》               | 莫义明                | 瑶族       | 《情歌对唱》               | 扎约            | 拉祜族     |
| 获奖作品 | 短诗       | 《在春天的梦乡里》       | 马自祥                | 东乡族     | 《帕尔尔的欢乐》           | 木尼·塔比勒迪   | 塔吉克族   |
| 获奖作品 | 短诗       | 《泼水节之歌》           | 庄相                  | 傣族       | 《独龙桥》                 | 阿柏            | 独龙族     |
| 获奖作品 | 短诗       | 《台湾一定要回归祖国》   | 陈连生                | 高山族     | 《北陆抒怀》               | 任晓远          | 朝鲜族     |
| 获奖作品 | 短诗       | 《山乡园丁组歌》         | 莎红                  | 壮族       | 《苗家董存瑞之歌》         | 潘俊龄          | 苗族       |
| 获奖作品 | 短诗       | 《冬季的高原》           | 恰白·次旦平措         | 藏族       | 《心歌》                   | 胡昭            | 满族       |
| 获奖作品 | 短诗       | 《向牧马人敬礼》         | 阿曼吐尔·巴依扎克     | 柯尔克孜族 | 《摔跤手赞》               | 加·巴图那生     | 蒙古族     |
| 获奖作品 | 散文       | 《刻在记忆的石壁上》     | 蔡测海                | 土家族     | 《老虎坳》                 | 杨明渊          | 苗族       |
| 获奖作品 | 散文       | 《煎饼花儿》             | 马瑞芳                | 回族       | 《哈大妈的盖碗子》         | 丁一波          | 回族       |
| 获奖作品 | 散文       | 《血染的借条》           | 马犁                  | 回族       | 《年饭》                   | 陈毓珍          | 黎族       |
| 获奖作品 | 散文       | 《金马驹的嘶鸣》         | 苏尔塔拉图            | 蒙古族     | 《羌寨椒林》               | 朱大录          | 羌族       |
| 获奖作品 | 散文       | 《玉龙春色》             | 杨苏光                | 纳西族     | 《妞妞和她的月琴》         | 阿良子者        | 彝族       |
| 获奖作品 | 散文       | 《初春的早晨》           | 杨世光                | 白族       | 《茶山新曲》               | 朗确            | 哈尼族     |
| 获奖作品 | 散文       | 《蹄花》                 | 黄福林                | 壮族       | 《土壤和花朵》             | 岩香兰          | 布朗族     |
| 获奖作品 | 儿童文学   | 《你知道吗?》            | 拉希扎布              | 蒙古族     | 《长白少年》               | 柳元武          | 朝鲜族     |
| 获奖作品 | 儿童文学   | 《“佐罗”的一场争吵》     | 胡奇                  | 回族       | 《清溪河的娃娃鱼》         | 周文光          | 土家族     |
| 获奖作品 | 儿童文学   | 《“咕咚”来了》           | 马瑞麟                | 回族       | 《塞夫》                   | 云大健          | 蒙古族     |
| 获奖作品 | 儿童文学   | 《竹哨》                 | 石太瑞                | 苗族       | 《小哥弟闹春》             | 熊正国          | 彝族       |
| 获奖作品 | 报告文学   | 《足迹》                 | 孟和博彦              | 达斡尔族   | 《傅连璋传》               | 穆静            | 满族       |
| 获奖作品 | 报告文学   | 《她的心》               | 韦明波                | 壮族       |                            |                 |            |
| 获奖作品 | 电影文学   | 《祖国啊！母亲》         | 玛拉沁夫              | 蒙古族     | 《阿丽玛》                 | 云照光          | 蒙古族     |
| 获奖作品 | 电影文学   | 《甜蜜的事业》           | 周民震                | 壮族       | 《车水马龙》               | 赵大年          | 满族       |
| 获奖作品 | 剧本       | 《陈毅市长》             | 沙叶新                | 回族       | 《带枪的新娘》             | 关守中          | 满族       |
| 获奖作品 | 剧本       | 《望夫云》               | 杨明、张继成          | 白族       | 《雪中俏》                 | 朴应兆、洪成道  | 朝鲜族     |
| 获奖作品 | 剧本       | 《斯儿毕儿》             | 索次                  | 藏族       |                            |                 |            |

### 第二届（1981年—1984年）
| 奖项     | 作品类型 | 一等奖/二等奖 | 作品名称                 | 作者/译者           | 民族       | 作品名称                             | 作者/译者         | 民族       |
| -------- | -------- | ------------- | ------------------------ | ------------------- | ---------- | ------------------------------------ | ----------------- | ---------- |
| 荣誉奖   | 诗集     | 不适用        | 《曾经有过那种时候》     | 黄永玉              | 土家族     | 《山的恋歌》                         | 胡昭              | 满族       |
| 荣誉奖   | 中篇小说 | 不适用        | 《黑骏马》               | 张承志              | 回族       | 《北方的河》                         | 张承志            | 回族       |
| 荣誉奖   | 短篇小说 | 不适用        | 《一个猎人的恳求》       | 乌热尔图            | 鄂温克族   | 《亲戚之间》                         | 林元春            | 朝鲜族     |
| 荣誉奖   | 短篇小说 | 不适用        | 《七岔猗角的公鹿》       | 乌热尔图            | 鄂温克族   | 《公路从门前过》                     | 石定              | 苗族       |
| 荣誉奖   | 短篇小说 | 不适用        | 《琥珀色的篝火》         | 乌热尔图            | 鄂温克族   | 《蓝幽幽的山谷》                     | 白雪林            | 蒙古族     |
| 荣誉奖   | 短篇小说 | 不适用        | 《远处的伐木声》         | 蔡测海              | 土家族     |                                      |                   |            |
| 荣誉奖   | 报告文学 | 不适用        | 《开拓者》               | 那家伦              | 白族       | 《塞外传奇》                         | 孟驰北、张列      | 蒙古族     |
| 获奖作品 | 长篇小说 | 不适用        | 《醉乡》                 | 孙健忠              | 土家族     | 《探索》                             | 祖尔东·沙比尔     | 维吾尔族   |
| 获奖作品 | 长篇小说 | 不适用        | 《罪行》                 | 哈吉乌玛尔·夏布旦   | 哈萨克族   | 《平原雾》                           | 扎拉嘎胡          | 蒙古族     |
| 获奖作品 | 中篇小说 | 一等奖        | 《驼铃》                 | 佳峻                | 蒙古族     | 《军人魂》                           | 高深              | 回族       |
| 获奖作品 | 中篇小说 | 一等奖        | 《公主的女儿》           | 赵大年              | 满族       | 《谁有美丽的红指甲》                 | 景宜              | 白族       |
| 获奖作品 | 中篇小说 | 一等奖        | 《麻栗沟》               | 伍路                | 苗族       |                                      |                   |            |
| 获奖作品 | 中篇小说 | 二等奖        | 《姐妹仨》               | 吴雪恼              | 苗族       | 《冷酷的额伦索克雪谷》               | 江浩              | 满族       |
| 获奖作品 | 中篇小说 | 二等奖        | 《欢腾的小河》           | 艾海提·吐尔迪       | 维吾尔族   | 《我们的老师》                       | 柳元武            | 朝鲜族     |
| 获奖作品 | 中篇小说 | 二等奖        | 《江和岭》               | 黄钲                | 壮族       | 《月照梨花湾》                       | 查舜              | 回族       |
| 获奖作品 | 中篇小说 | 二等奖        | 《故乡》                 | 贾克斯勒克·萨米提   | 哈萨克族   |                                      |                   |            |
| 获奖作品 | 短篇小说 | 一等奖        | 《大坂》                 | 张承志              | 回族       | 《麝香》                             | 蔡测海            | 土家族     |
| 获奖作品 | 短篇小说 | 一等奖        | 《哦，十五岁的哈丽黛哟》 | 艾克拜尔·米吉提     | 哈萨克族   | 《蓝旗》                             | 陈村              | 回族       |
| 获奖作品 | 短篇小说 | 一等奖        | 《江那边》               | 扎西达娃            | 藏族       | 《姆姥韦黄氏》                       | 韦一凡            | 壮族       |
| 获奖作品 | 短篇小说 | 一等奖        | 《大雪歌》               | 那守箴              | 满族       | 《流沙》                             | 穆罕默德·巴格拉西 | 维吾尔族   |
| 获奖作品 | 短篇小说 | 一等奖        | 《有那样一排白杨》       | 吴季康              | 回族       |                                      |                   |            |
| 获奖作品 | 短篇小说 | 二等奖        | 《水妖》                 | 石定                | 苗族       | 《依姆琼琼》                         | 意西泽仁          | 藏族       |
| 获奖作品 | 短篇小说 | 二等奖        | 《退役军犬》             | 李传锋              | 土家族     | 《那醒来的和睡着的》                 | 阿拉提·阿斯木     | 维吾尔族   |
| 获奖作品 | 短篇小说 | 二等奖        | 《丹顶鹤的故事》         | 边玲玲              | 满族       | 《人始终是可爱的》                   | 苏晓星            | 彝族       |
| 获奖作品 | 短篇小说 | 二等奖        | 《喜怒哀乐》             | 金勋                | 朝鲜族     | 《茅盖王》                           | 罗吉万            | 布依族     |
| 获奖作品 | 短篇小说 | 二等奖        | 《啊，人心》             | 益希单增            | 藏族       | 《求学之路》                         | 李元吉            | 朝鲜族     |
| 获奖作品 | 短篇小说 | 二等奖        | 《灵感的源泉》           | 乌拉孜汗·阿合买提   | 哈萨克族   | 《猎人之路》                         | 敖长福            | 鄂伦春族   |
| 获奖作品 | 短篇小说 | 二等奖        | 《虔诚者的遗嘱》         | 哈斯乌拉            | 蒙古族     | 《最后的微笑》                       | 董秀英            | 佤族       |
| 获奖作品 | 短篇小说 | 二等奖        | 《最后一棵菩提》         | 张长                | 白族       | 《朋友》                             | 白练              | 回族       |
| 获奖作品 | 短篇小说 | 二等奖        | 《乡恋》                 | 王家男              | 满族       | 《爱的渴望》                         | 岳丁              | 景颇族     |
| 获奖作品 | 短篇小说 | 二等奖        | 《故事在哪儿结尾》       | 骆长木              | 仫佬族     | 《金凤花》                           | 艾扎              | 哈尼族     |
| 获奖作品 | 短篇小说 | 二等奖        | 《爸爸在遥远的扣林》     | 王云龙              | 白族       | 《根与花》                           | 杨阿洛            | 彝族       |
| 获奖作品 | 短篇小说 | 二等奖        | 《八角姻缘》             | 莫义明              | 瑶族       | 《相见在山中》                       | 杜曼纳姆嘉        | 裕固族     |
| 获奖作品 | 短篇小说 | 二等奖        | 《高山深涧的客栈》       | 刘荣敏              | 侗族       | 《翠儿》                             | 鲍义志            | 土族       |
| 获奖作品 | 短篇小说 | 二等奖        | 《生活的逻辑》           | 力格登              | 蒙古族     | 《一天早上》                         | 艾罕炳            | 傣族       |
| 获奖作品 | 长诗     | 不适用        | 《寻找太阳的母亲》       | 韦其馨              | 壮族       | 《举重者之歌》                       | 巴·敖斯尔         | 蒙古族     |
| 获奖作品 | 长诗     | 不适用        | 《一棵青松》             | 金成辉              | 朝鲜族     | 《白头巾的神女》                     | 库尔班·巴拉提     | 维吾尔族   |
| 获奖作品 | 短诗     | 一等奖        | 《自画像及其它》         | 吉狄马加            | 彝族       | 《红水河畔三月三》                   | 包玉堂            | 仡佬族     |
| 获奖作品 | 短诗     | 一等奖        | 《献给十月的歌》         | 汪玉良              | 东乡族     | 《秋云》                             | 赛里克·哈甫什克拜 | 哈萨克族   |
| 获奖作品 | 短诗     | 一等奖        | 《母亲心授的歌》         | 伊丹才让            | 藏族       | 《石片的日历》                       | 饶阶巴桑          | 藏族       |
| 获奖作品 | 短诗     | 一等奖        | 《悲歌一曲》             | 颜家文              | 土家族     | 《故乡抒怀》                         | 铁依甫江·艾力耶夫 | 维吾尔族   |
| 获奖作品 | 短诗     | 一等奖        | 《大地——母亲》           | 热哈木·哈斯木       | 维吾尔族   | 《夏日拉尔山》                       | 克里木·霍加       | 维吾尔族   |
| 获奖作品 | 短诗     | 一等奖        | 《鹰之歌》               | 石太瑞              | 苗族       | 《大漠畅想曲》                       | 查干              | 蒙古族     |
| 获奖作品 | 短诗     | 一等奖        | 《致导师》               | 夏侃                | 哈萨克族   | 《蝈蝈声声》                         | 齐·莫尔根         | 蒙古族     |
| 获奖作品 | 短诗     | 一等奖        | 《祖母》                 | 南永前              | 朝鲜族     | 《黎明分娩的城》                     | 格桑多杰          | 藏族       |
| 获奖作品 | 短诗     | 一等奖        | 《月夜》                 | 汪承栋              | 土家族     |                                      |                   |            |
| 获奖作品 | 短诗     | 二等奖        | 《鸭绿江畔》             | 李相珏              | 朝鲜族     | 《彩色的花环》                       | 郭基南            | 锡伯族     |
| 获奖作品 | 短诗     | 二等奖        | 《爱情》                 | 满锐                | 满族       | 《结白的蒙古包》                     | 阿尔岱            | 蒙古族     |
| 获奖作品 | 短诗     | 二等奖        | 《欢乐的拉萨之歌》       | 恰白·次旦平措       | 藏族       | 《军队的女儿》                       | 泰来提·纳斯尔     | 乌兹别克族 |
| 获奖作品 | 短诗     | 二等奖        | 《南行抒怀》             | 吐尔干拜·克利齐别克 | 柯尔克孜族 | 《我的筒裙花哟》                     | 孙宇飞            | 阿昌族     |
| 获奖作品 | 短诗     | 二等奖        | 《竹叶声声》             | 石尚竹              | 水族       | 《给共和国的赞歌》                   | 韩秋夫            | 撒拉族     |
| 获奖作品 | 短诗     | 二等奖        | 《祖国，请为他们记功》   | 沙新                | 回族       |                                      |                   |            |
| 获奖作品 | 散文     | 一等奖        | 《刺黎花开的时候》       | 王运春              | 布依族     | 《大江歌》                           | 那家伦            | 白族       |
| 获奖作品 | 散文     | 一等奖        | 《夜石林》               | 杨世光              | 纳西族     | 《“盅女”的命运》                     | 杨明渊            | 苗族       |
| 获奖作品 | 散文     | 二等奖        | 《高尚的人颂歌》         | 艾合买提·伊明       | 维吾尔族   | 《卜万斤》                           | 韦以强、苏长仙    | 壮族       |
| 获奖作品 | 散文     | 二等奖        | 《晨鸟》                 | 特·赛音巴雅尔       | 蒙古族     | 《柳叶青青》                         | 绽秀义            | 保安族     |
| 获奖作品 | 散文     | 二等奖        | 《醉人的歌》             | 杨忠德              | 德昂族     | 《畲山春》                           | 蓝兴发            | 畲族       |
| 获奖作品 | 报告文学 | 不适用        | 《祖国的翅膀》           | 苏方学              | 壮族       | 《五指山飘红云》                     | 李英敏            | 京族       |
| 获奖作品 | 评论     | 不适用        | 《我国当代少数民族诗歌》 | 晓雪                | 白族       | 《心声寻觅者的札记》                 | 巴·布林贝赫       | 蒙古族     |
| 获奖作品 | 评论     | 不适用        | 《时代精神与民族特色》   | 孟和博彦            | 达斡尔族   | 《新中国的产儿》——35年的少数民族文学 | 吴重阳、白崇人    | 汉族、回族 |
| 获奖作品 | 评论     | 不适用        | 《诗苑一束金达莱》       | 赵成日              | 朝鲜族     |                                      |                   |            |
| 获奖作品 | 翻译     | 不适用        | 不适用                   | 王一之              | 汉族       | 不适用                               | 张孝华            | 汉族       |
| 获奖作品 | 翻译     | 不适用        | 不适用                   | 安柯钦夫            | 蒙古族     | 不适用                               | 郝关中            | 汉族       |
| 获奖作品 | 翻译     | 不适用        | 不适用                   | 陈雪鸿              | 汉族       | 不适用                               | 哈达奇·刚         | 蒙古族     |
| 获奖作品 | 翻译     | 不适用        | 不适用                   | 金一                | 朝鲜族     | 不适用                               | 耿予方            | 汉族       |

### 第三届（1985年—1987年）
| 奖项     | 作品类型       | 作品名称/翻译类型               | 作者/译者           | 民族       | 作品名称/翻译类型            | 作者/译者      | 民族     |
| -------- | -------------- | ------------------------------- | ------------------- | ---------- | ---------------------------- | -------------- | -------- |
| 获奖作品 | 长篇小说       | 《苏图克·布格拉汗》（维吾尔文） | 赛福鼎·艾则孜       | 维吾尔族   | 《英雄博克》（哈萨克文）     | 夏莫斯·库玛尔  | 哈萨克族 |
| 获奖作品 | 长篇小说       | 《穆斯林的葬礼》                | 霍达                | 回族       | 《迷茫的大地》               | 益希单增       | 藏族     |
| 获奖作品 | 长篇小说       | 《嘎达梅林传奇》                | 扎拉嘎胡            | 蒙古族     | 《金牧场》                   | 张承志         | 回族     |
| 获奖作品 | 中、短篇小说集 | 《女人无泪》                    | 钟铁夫              | 白族       | 《公路从门前过》             | 石定           | 苗族     |
| 获奖作品 | 中、短篇小说集 | 《博格达爷爷》（维吾尔文）      | 柯尤慕·吐尔迪       | 维吾尔族   | 《月亮湖的姑娘》             | 敖德斯尔       | 蒙古族   |
| 获奖作品 | 中、短篇小说集 | 《西藏，系在皮绳结的魂》        | 扎西达娃            | 藏族       | 《祖先的遗产》（哈萨克文）   | 米玛拜·比拉勒  | 哈萨克族 |
| 获奖作品 | 中、短篇小说集 | 《莫·阿斯尔小说集》（蒙古文）   | 莫·阿斯尔           | 蒙古族     | 《青春舞台》（朝鲜文）       | 金勋           | 朝鲜族   |
| 获奖作品 | 中、短篇小说集 | 《母船》                        | 蔡测海              | 土家族     | 《松耳石项链》               | 意西泽仁       | 藏族     |
| 获奖作品 | 中、短篇小说集 | 《存留在夫人箱底的名单》        | 艾克拜尔·米吉提     | 哈萨克族   | 《白罂栗》                   | 孙步康         | 壮族     |
| 获奖作品 | 中、短篇小说集 | 《沙枣树窃窃私语》（维吾尔文）  | 祖尔东·萨比尔       | 维吾尔族   | 《乡恋》                     | 王家男         | 满族     |
| 获奖作品 | 诗集           | 《勒·敖德斯尔诗选》（蒙古文）   | 勒·敖德斯尔         | 蒙古族     | 《金色的山坡》（哈萨克文）   | 玛阿孜·热孜丹  | 哈萨克族 |
| 获奖作品 | 诗集           | 《对生叶之恋》                  | 饶阶巴桑            | 藏族       | 《木斧诗选》                 | 木斧           | 回族     |
| 获奖作品 | 诗集           | 《秋夫诗选》                    | 韩秋夫              | 撒拉族     | 《相思集》                   | 南永前         | 朝鲜族   |
| 获奖作品 | 诗集           | 《草坪》（朝鲜文）              | 金成辉              | 朝鲜族     | 《路漫漫》维吾尔文           | 买买提·夏吾东  | 维吾尔族 |
| 获奖作品 | 诗集           | 《羚之街》                      | 丹真贡布            | 藏族       | 《当暮色渐蓝》               | 萨仁图娅       | 蒙古族   |
| 获奖作品 | 散文集         | 《童心集》                      | 韦其麟              | 壮族       | 《沉思与随想》               | 巴特尔         | 蒙古族   |
| 获奖作品 | 散文集         | 《爱的花苞》                    | 中流                | 满族       |                              |                |          |
| 获奖作品 | 报告文学集     | 《罗瑞卿大将》                  | 穆静、冰如          | 满族       | 《归客》                     | 何培嵩         | 壮族     |
| 获奖作品 | 儿童文学集     | 《美丽的丑小丫》                | 贺晓彤              | 苗族       | 《阿·伊希布仁》（蒙古文）    | 力格登         | 蒙古族   |
| 获奖作品 | 儿童文学集     | 《凝溪寓言选》                  | 凝溪                | 白族       |                              |                |          |
| 获奖作品 | 评论集         | 《从边城走向世界》              | 凌宇                | 苗族       |                              |                |          |
| 新人新作 | 中、短篇小说   | 《冷太阳》                      | 唐克雪              | 瑶族       | 《清清沱江河》               | 杨双奇         | 土家族   |
| 新人新作 | 中、短篇小说   | 《兽之谷》                      | 存文学              | 哈尼族     | 《啊，无情的河》（维吾尔文） | 艾合塔木乌买尔 | 维吾尔族 |
| 新人新作 | 中、短篇小说   | 《山葬》                        | 熊飞                | 侗族       | 《春天的葬礼》（朝鲜文）     | 崔国哲         | 朝鲜族   |
| 新人新作 | 中、短篇小说   | 《苦寒的心》（柯尔克孜文）      | 阿尔曼诺娃          | 柯尔克孜族 | 《山里的女人》               | 吉霍旺甲       | 彝族     |
| 新人新作 | 中、短篇小说   | 《日出处，月落处》              | 岑隆业              | 壮族       | 《字的边缘》                 | 央珍           | 藏族     |
| 新人新作 | 中、短篇小说   | 《临死之前》（藏文）            | 万德扎西            | 藏族       |                              |                |          |
| 新人新作 | 诗歌           | 《扁担山》                      | 王家鸿              | 布依族     | 《大凉山抒情》               | 倮伍拉且       | 彝族     |
| 新人新作 | 诗歌           | 《黑森林》                      | 何小竹              | 苗族       | 《大西北恋歌》               | 杨云才         | 回族     |
| 新人新作 | 散文           | 《太阳》                        | 诺晗                | 哈尼族     |                              |                |          |
| 新人新作 | 报告文学       | 《良心》（蒙古文）              | 布仁巴雅尔          | 蒙古族     |                              |                |          |
| 新人新作 | 评论           | 《藏族当代短篇小说思考》        | 扎西东珠            | 藏族       |                              |                |          |
| 翻译奖   | 翻译奖         | 蒙古文译汉文                    | 哈达奇·刚           | 蒙古族     | 哈萨克文译汉文               | 姚承勋         | 汉族     |
| 翻译奖   | 翻译奖         | 维吾尔文译汉文                  | 张世荣              | 汉族       | 朝鲜文译汉文                 | 雷子金         | 畲族     |
| 特别奖   | 不适用         | 《格尔木速写》                  | 马如基              | 东乡族     | 《啊，在那遥远的山泉小学》   | 彭兆清         | 怒族     |
| 特别奖   | 不适用         | 《梦眼归魂》                    | 包晓泉              | 仫佬族     | 《哥妹泉》（锡伯文）         | 富金才         | 锡伯族   |
| 特别奖   | 不适用         | 《我的帕米尔》（维吾尔文）      | 西林·库尔班         | 塔吉克族   | 《银色的摇篮》（托忒蒙古文） | 玛·陶浩图和    | 蒙古族   |
| 特别奖   | 不适用         | 《诺仁》                        | 玛波                | 景颇族     | 《艾布的房子》               | 马少青         | 保安族   |
| 特别奖   | 不适用         | 《木垛上的童话》                | 杜梅                | 鄂温克族   | 《甘孜河—雨季》              | 米拉           | 俄罗斯族 |
| 特别奖   | 不适用         | 《毛拉毛驴子》（维吾尔文）      | 阿布都秀库尔·亚力昆 | 乌兹别克族 | 《杨梅成熟的时候》           | 任菊生         | 水族     |
| 特别奖   | 不适用         | 《山野的呼唤》                  | 何健                | 羌族       | 《咳，女人》                 | 阿凤           | 达斡尔族 |
| 特别奖   | 不适用         | 《泸沽湖，我的故乡》            | 拉木·嗄吐萨         | 纳西族     | 《小溪》                     | 杨忠健         | 德昂族   |
| 特别奖   | 不适用         | 《一个梦》                      | 波音塔拉            | 傣族       | 《艾怨的恋歌》               | 李占忠         | 土族     |
| 特别奖   | 不适用         | 《女人》                        | 殷海涛              | 普米族     | 《风呵，别把他摇醒》         | 贺继新         | 裕固族   |
| 特别奖   | 不适用         | 《东方夏威夷》                  | 黄学魁              | 黎族       | 《狩猎毛南山》               | 谭亚洲         | 毛南族   |

### 第四届（1988年—1991年）
| 奖项     | 作品类型         | 作品名称/翻译类型        | 作者/译者       | 民族     | 作品名称/翻译类型                    | 作者/译者             | 民族       |
| -------- | ---------------- | ------------------------ | --------------- | -------- | ------------------------------------ | --------------------- | ---------- |
| 获奖作品 | 长篇小说         | 《茫茫的草原》           | 玛拉沁夫        | 蒙古族   | 《雪夜》（朝鲜文）                   | 李元吉                | 朝鲜族     |
| 获奖作品 | 长篇小说         | 《镇海楼传奇》           | 杨万翔          | 回族     | 《苏醒了的大地》（维吾尔文）         | 阿·乌铁库尔           | 维吾尔族   |
| 获奖作品 | 长篇小说         | 《血菩提》               | 朱春雨          | 满族     | 《松耳石头饰》（藏文）               | 班觉                  | 藏族       |
| 获奖作品 | 中短篇小说集     | 《倾斜的湘西》           | 孙健忠          | 土家族   | 《呜咽的牛角号》                     | 鲍义志                | 土族       |
| 获奖作品 | 中短篇小说集     | 《世纪之邀》             | 扎西达娃        | 藏族     | 《山情》                             | 马自祥                | 东乡族     |
| 获奖作品 | 中短篇小说集     | 《天凉好个秋》           | 石定            | 苗族     | 《梦魇》                             | 陈川                  | 土家族     |
| 获奖作品 | 中短篇小说集     | 《旧年的血迹》           | 阿来            | 藏族     | 《别停，别把音乐停下来》             | 王延辉                | 回族       |
| 获奖作品 | 中短篇小说集     | 《小镇无街灯》           | 赵剑平          | 仫佬族   | 《寻找第三国》                       | 和国才                | 纳西族     |
| 获奖作品 | 中短篇小说集     | 《马桑部落的三代女人》   | 董秀英          | 佤族     | 《醒着的望夫云》                     | 张焰锋                | 白族       |
| 获奖作品 | 中短篇小说集     | 《谁有美丽的红指甲》     | 景宜            | 白族     | 《这不是梦》（维吾尔文）             | 买买提明·吾守尔       | 维吾尔族   |
| 获奖作品 | 中短篇小说集     | 《南方女族》             | 黄佩华          | 壮族     | 《阿尔查河畔》（蒙古文）             | 齐·敖特根其木格       | 蒙古族     |
| 获奖作品 | 中短篇小说集     | 《路劫》                 | 孙春平          | 满族     | 《五彩缤纷的世界》（维吾尔文）       | 柯尤慕·图尔迪         | 维吾尔族   |
| 获奖作品 | 中短篇小说集     | 《月亮和太阳》           | 丁光洪          | 白族     | 《首领之女》（哈萨克文）             | 阿合买托拉·哈里       | 哈萨克族   |
| 获奖作品 | 中短篇小说集     | 《虎啸岭系列小说》       | 李必雨          | 苗族     | 《生命》（柯尔克孜文）               | 艾斯别克·阿吾罕       | 柯尔克孜族 |
| 获奖作品 | 中短篇小说集     | 《圆形日子》             | 色波            | 藏族     | 《邻居》（傣文）                     | 刀正明                | 傣族       |
| 获奖作品 | 中短篇小说集     | 《被出卖的活观音》       | 韦一凡          | 壮族     | 《情系山寨》（彝文）                 | 贾瓦盘加              | 彝族       |
| 获奖作品 | 中短篇小说集     | 《蛇·龙·人》             | 罗吉万          | 壮族     | 《职责》（景颇文）                   | 腊昆                  | 景颇族     |
| 获奖作品 | 诗歌集           | 《一个彝人的梦想》       | 吉狄马加        | 彝族     | 《雪狮集》                           | 伊丹才让              | 藏族       |
| 获奖作品 | 诗歌集           | 《红水河畔三月三》       | 包玉堂          | 仫佬族   | 《大漠恋歌》                         | 高深                  | 回族       |
| 获奖作品 | 诗歌集           | 《边城诗集》             | 龙再宇          | 苗族     | 《草原风情》（哈萨克文）             | 扎达汗·蒙巴依         | 哈萨克族   |
| 获奖作品 | 诗歌集           | 《绕山的游云》           | 倮伍拉且        | 彝族     | 《黎明抒情》（维吾尔文）             | 乌斯满江·沙吾提       | 维吾尔族   |
| 获奖作品 | 诗歌集           | 《被神祗放逐的誓文》     | 翼人            | 撒拉族   | 《藏族哲理诗》（藏文）               | 角巴东主              | 藏族       |
| 获奖作品 | 诗歌集           | 《朱红色的沉思》         | 冯艺            | 壮族     | 《埋在山岗上的名字》（朝鲜文）       | 赵龙男                | 朝鲜族     |
| 获奖作品 | 诗歌集           | 《误过花期》             | 唐玉文          | 瑶族     | 《急旋》（哈萨克文）                 | 哈里木·哈那皮亚       | 哈萨克族   |
| 获奖作品 | 诗歌集           | 《初恋的红峡谷》         | 王红彬          | 彝族     | 《这就是青春，这就是爱》（维吾尔文） | 阿布都拉·苏来曼       | 维吾尔族   |
| 获奖作品 | 诗歌集           | 《恋歌四重唱》           | 石太瑞          | 苗族     | 《时代的感召》（维吾尔文）           | 铁木尔·达瓦买提       | 维吾尔族   |
| 获奖作品 | 诗歌集           | 《梦见苹果和鱼的安》     | 何小竹          | 苗族     | 《心灵的报春花》（蒙古文）           | 阿尔岱                | 蒙古族     |
| 获奖作品 | 诗歌集           | 《绿世界》               | 华舒            | 满族     | 《忆·坟·鸟》（蒙古文）               | 纳·松迪               | 蒙古族     |
| 获奖作品 | 诗歌集           | 《淡淡的紫雾》           | 路地            | 满族     | 《金哲诗选》（朝鲜文）               | 金哲                  | 朝鲜族     |
| 获奖作品 | 诗歌集           | 《绿梦》                 | 张顺琼          | 布依族   |                                      |                       |            |
| 获奖作品 | 散文、报告文学集 | 《万家忧乐》             | 霍达            | 回族     | 《流动的情歌》                       | 章戈·尼玛             | 藏族       |
| 获奖作品 | 散文、报告文学集 | 《彝家将张冲传奇》       | 李乔            | 彝族     | 《母亲湖》                           | 拉木·嘎吐萨           | 纳西族     |
| 获奖作品 | 散文、报告文学集 | 《田天报告文学选》       | 田天            | 土家族   | 《秋萤》                             | 岑献青                | 壮族       |
| 获奖作品 | 散文、报告文学集 | 《以爱心以沉静》         | 赵玫            | 满族     | 《摘星人》（锡伯文）                 | 郭基南                | 锡伯族     |
| 获奖作品 | 散文、报告文学集 | 《默川杂话集》           | 巴特尔          | 蒙古族   | 《彩虹变奏曲》（朝鲜文）             | 李成权                | 朝鲜族     |
| 获奖作品 | 散文、报告文学集 | 《南方的风》             | 凌渡            | 壮族     |                                      |                       |            |
| 获奖作品 | 评论集           | 《回族文学与回族文化》   | 杨继国          | 回族     | 《从文化到文学》                     | 徐新建                | 苗族       |
| 获奖作品 | 评论集           | 《维吾尔当代文学散论集》 | 穆罕默德·鲍拉提 | 维吾尔族 | 《文艺金秋》（蒙古文）               | 策·杰尔嘎拉           | 蒙古族     |
| 获奖作品 | 儿童文学集       | 《神秘的黑森林》         | 存文学          | 哈尼族   | 《星星，花朵和小朋友》（朝鲜文）     | 韩锡润                | 朝鲜族     |
| 获奖作品 | 儿童文学集       | 《雪原小云雀》           | 汪承栋          | 土家族   |                                      |                       |            |
| 翻译奖   | 翻译奖           | 蒙古文译汉文             | 特·达木林       | 蒙古族   | 哈萨克文译汉文                       | 叶尔克西·库尔班别克娃 | 哈萨克族   |
| 翻译奖   | 翻译奖           | 维吾尔文译汉文           | 梁学忠          | 汉族     | 藏文译汉文                           | 次多                  | 藏族       |
| 翻译奖   | 翻译奖           | 朝鲜文译汉文             | 金学泉          | 朝鲜族   | 藏文译汉文                           | 郭永明                | 汉族       |
| 新人新作 | 不适用           | 《草原恋情》             | 乌云其木格      | 蒙古族   | 《饥饿山谷的变迁》                   | 仁增措姆              | 门巴族     |
| 新人新作 | 不适用           | 《铓锣的黄昏》           | 司仙华          | 傈僳族   | 《回归村庄》                         | 佟石                  | 满族       |
| 新人新作 | 不适用           | 《多情的独龙河》         | 尹秀龙、尹善龙  | 普米族   | 《七月的阳光》                       | 彭世贵                | 土家族     |
| 新人新作 | 不适用           | 《魂在人情》             | 哈依霞          | 哈萨克族 | 《何人最关情》                       | 吴千                  | 赫哲族     |
| 新人新作 | 不适用           | 《青山无语》             | 隆振彪          | 侗族     | 《傣乡连风也多情》                   | 段林                  | 傣族       |
| 新人新作 | 不适用           | 《蕨蕨草》               | 娜朵            | 拉祜族   | 《多彩的云》（维吾尔文）             | 哈里达·斯拉因         | 维吾尔族   |
| 新人新作 | 不适用           | 《五爹趣事》             | 石干成          | 侗族     | 《“斋戒”和“功夫茶”》（壮文）         | 吴门                  | 壮族       |
| 新人新作 | 不适用           | 《河谷深深》             | 玛努那西        | 彝族     | 《童心世界》（傈僳文）               | 斯陆益                | 傈僳族     |

### 第五届
| 作品类型/奖项 | 作品名称/翻译                      | 作者/译者   | 作品名称/翻译                     | 作者/译者         |
| ------------- | ---------------------------------- | ----------- | --------------------------------- | ----------------- |
| 长篇小说      | 《无性别的神》                     | 央珍        | 《春情》（朝鲜文）                | 李元吉            |
| 长篇小说      | 《太阳树》                         | 张长        | 《雾霭漫漫的草原》（蒙古文）      | 韩·涛高           |
| 长篇小说      | 《落日之战》                       | 庞天舒      | 《麻赫穆德·喀什噶里》（维吾尔文） | 帕尔哈提·吉朗     |
| 长篇小说      | 《太阳部落》                       | 梅卓        | 《水准线》（哈萨克文）            | 吾马尔哈孜·阿依坦 |
| 小说集        | 《苦土》                           | 石舒清      | 《赵剑平小说选》                  | 赵剑平            |
| 小说集        | 《箫声曼》                         | 肖仁福      | 《两匹马的草原》                  | 哈斯乌拉          |
| 小说集        | 《关仁山小说选》                   | 关仁山      | 《白骨岩》（蒙古文）              | 嘎·希儒嘉措       |
| 小说集        | 《双眼井之恋》                     | 张昆华      | 《黑风中的雄鹰》（藏文）          | 其美多吉          |
| 小说集        | 《沙狼》                           | 郭雪波      | 《姑娘别流泪》（维吾尔文）        | 阿力木江·司马义   |
| 小说集        | 《卡领传奇》                       | 伍略        | 《飘落的绿叶》（朝鲜文）          | 李惠善            |
| 小说集        | 《乡邻乡亲乡人》                   | 林和平      | 《萨力克特达坂之歌》（蒙古文）    | 道尔吉·乃岱       |
| 诗集          | 《阳关在前》                       | 华舒        | 《大西北放歌》                    | 杨少青            |
| 诗集          | 《大自然与我们》                   | 倮伍拉且    | 《蜜蜂乐园》（藏文）              | 伦珠朗杰          |
| 诗集          | 《孤独的旅程》                     | 列美平措    | 《被爱的年代》（维吾尔文）        | 依明·艾合买提     |
| 诗集          | 《母语》                           | 哥布        | 《沙洲地》（哈萨克文）            | 胡里木汗·艾合买提 |
| 诗集          | 《孤独的太阳》                     | 喻子涵      | 《一颗思念的心》（朝鲜文）        | 赵龙男            |
| 诗集          | 《太阳雨》                         | 牟心海      | 《生活的风浪中》（柯尔克孜文）    | 依布拉衣·买买提   |
| 诗集          | 《灵魂家园》                       | 查干        |                                   |                   |
| 散文集        | 《一本打开的书》                   | 赵玫        | 《琴心集》                        | 潘琦              |
| 散文集        | 《郭风散文选集》                   | 郭风        | 《远离天堂》                      | 黄堃              |
| 散文集        | 《善良是一棵矮树》                 | 鲍尔吉·原野 | 《省城轶事》                      | 龙志毅            |
| 散文集        | 《回眸》                           | 梁琴        |                                   |                   |
| 评论集        | 《阿拜研究文集》                   | 哈拜        | 《文苑沉思录》                    | 扎拉嘎胡          |
| 评论集        | 《文学价值与文学选择》             | 纪众        | 《八十年代蒙文小说现象》          | 乌恩巴雅尔        |
| 报告文学集    | 《地火天光——中国常规兵器试验纪实》 | 马成翼      | 《血线——滇缅公路纪实》            | 白山              |
| 报告文学集    | 《艾思奇传》                       | 杨苏        |                                   |                   |
| 儿童文学集    | 《螃蟹为什么横行》                 | 海代泉      |                                   |                   |
| 新人新作      | 《最后一封情书》                   | 袁智中      | 《年年花开》                      | 罗莲              |
| 新人新作      | 《清明荼》                         | 阿多        | 《金沙江》（外三首）              | 鲁若迪基          |
| 新人新作      | 《阳坡花》                         | 巴久乌嘎    | 《奇怪的囚犯》                    | 穆斯力木·那毕     |
| 新人新作      | 《故乡那高高的粘枣树》             | 曹先强      | 《珞巴族人民喜迎香港回归》        | 林卫华            |
| 新人新作      | 《胯门》                           | 黄雁        | 《基诺山我的故乡》                | 罗向明            |
| 翻译奖        |                                    | 田希宝      |                                   | 金莲兰            |
| 翻译奖        | 张宝锁                             |             |                                   |                   |

### 第六届
| 奖项     | 作品类型       | 作品名称/翻译类型                    | 作者/译者         | 民族       | 作品名称/翻译类型                | 作者/译者               | 民族     |
| -------- | -------------- | ------------------------------------ | ----------------- | ---------- | -------------------------------- | ----------------------- | -------- |
| 特别奖   | 不适用         | 《中国少数民族文学经典文库》（五卷） |                   |            |                                  |                         |          |
| 获奖作品 | 长篇小说       | 《尘埃落定》                         | 阿来              | 藏族       | 《闹市里的新百姓》（维吾尔文）   | 阿不都热合曼·卡哈尔     | 维吾尔族 |
| 获奖作品 | 长篇小说       | 《苍山如海》                         | 向本贵            | 苗族       | 《无根花》（朝鲜文）             | 许莲顺                  | 朝鲜族   |
| 获奖作品 | 长篇小说       | 《伤寒》                             | 吴恩泽            | 苗族       | 《金色的上都草原》（蒙古文）     | 夏·占布拉扎布           | 蒙古族   |
| 获奖作品 | 长篇小说       | 《补天裂》                           | 霍达              | 回族       | 《大漠歌》（蒙古文）             | 阿云嘎                  | 蒙古族   |
| 获奖作品 | 中、短篇小说集 | 《你让我顺水漂流》                   | 乌热尔图          | 鄂温克族   | 《不要涉过那条河》（朝鲜文）     | 禹光勋                  | 朝鲜族   |
| 获奖作品 | 中、短篇小说集 | 《木轮悠悠》                         | 阿凤              | 达斡尔族   | 《虫涝》（维吾尔文）             | 艾合台木·吾买尔         | 维吾尔族 |
| 获奖作品 | 中、短篇小说集 | 《嫂子》                             | 阿蕾              | 彝族       | 《月亮遁去的夜晚》（维吾尔文）   | 亚森江·沙地克           | 维吾尔族 |
| 获奖作品 | 中、短篇小说集 | 《爱的折磨》                         | 贺晓彤            | 苗族       | 《额拉湖中的游鱼》（哈萨克文）   | 吐尔逊·艾力             | 哈萨克族 |
| 获奖作品 | 中、短篇小说集 | 《红泪》                             | 罗汉              | 阿昌族     | 《忽来河》（蒙古文）             | 赛音巴雅尔              | 蒙古族   |
| 获奖作品 | 中、短篇小说集 | 《父亲之死》                         | 傅查新昌          | 锡伯族     | 《山魂》（彝文）                 | 时长日黑                | 彝族     |
| 获奖作品 | 中、短篇小说集 | 《季节深处》                         | 马宇桢            | 回族       | 《冰山之心》（维吾尔文）         | 阿提克木·则米尔         | 塔吉克族 |
| 获奖作品 | 诗集           | 《面向阳光》                         | 禄琴              | 彝族       | 《回归》                         | 袁冬苇                  | 白族     |
| 获奖作品 | 诗集           | 《家园的颂辞与挽歌》                 | 马丁              | 撒拉族     | 《另一种禅悟》                   | 罗莲                    | 布依族   |
| 获奖作品 | 诗集           | 《情感地带》                         | 蔡金华            | 普米族     | 《阿尔泰新诗选》（蒙古文）       | 阿尔泰                  | 蒙古族   |
| 获奖作品 | 诗集           | 《寻找自己》                         | 高深              | 回族       | 《红印》（哈萨克文）             | 别尔地别克              | 哈萨克族 |
| 获奖作品 | 诗集           | 《唱给故乡》                         | 石太瑞            | 苗族       | 《绿色钟声》（朝鲜文）           | 朴桦                    | 朝鲜族   |
| 获奖作品 | 诗集           | 《回望》                             | 杨泽文            | 傈僳族     | 《故土赞》（维吾尔文）           | 穆罕麦提江·热什丁       | 维吾尔族 |
| 获奖作品 | 诗集           | 《冉庄诗选》                         | 冉庄              | 土家族     | 《雪山情》（藏文）               | 角巴东主、恰嘎·多杰才让 | 藏族     |
| 获奖作品 | 散文集         | 《汗颜斋文札》                       | 郭风              | 回族       | 《守望村庄》                     | 莫独                    | 哈尼族   |
| 获奖作品 | 散文集         | 《手抄本的流亡》                     | 冉云飞            | 土家族     | 《在北方丢失的童话》             | 杜拉尔·梅               | 鄂温克族 |
| 获奖作品 | 散文集         | 《青色风铃》                         | 包晓泉            | 仫佬族     | 《覃思集》                       | 伊德尔夫                | 蒙古族   |
| 获奖作品 | 散文集         | 《没有日记的罗敷河》                 | 叶广芩            | 满族       | 《珍藏的符号》                   | 蓝怀昌                  | 瑶族     |
| 获奖作品 | 散文集         | 《可爱的第三国》                     | 和国才            | 纳西族     | 《爱的微笑》                     | 中流                    | 满族     |
| 获奖作品 | 理论、评论集   | 《老舍评传》                         | 关纪新            | 满族       | 《转型的解读》                   | 黄伟林                  | 壮族     |
| 获奖作品 | 理论、评论集   | 《民族文学学论纲》                   | 龙长吟            | 汉族       | 《论当代维吾尔文学》（维吾尔文） | 阿扎提·苏里坦           | 维吾尔族 |
| 获奖作品 | 报告文学集     | 《大地震》                           | 沙蠡              | 纳西族     | 《时代骄子》（朝鲜文）           | 金英锦                  | 朝鲜族   |
| 获奖作品 | 儿童文学集     | 《纸公主和纸王子》                   | 王叶伦            | 回族       | 《蚂蚁王国游历记》（蒙古文）     | 力格登                  | 蒙古族   |
| 获奖作品 | 儿童文学集     | 《祁连游牧仔》                       | 察森敖拉          | 蒙古族     | 《嫩芽醒了》（朝鲜文）           | 崔文燮                  | 朝鲜族   |
| 获奖作品 | 翻译奖         | 蒙古文译汉文                         | 那顺德力格尔      | 蒙古族     | 哈萨克文译汉文                   | 韩阿利                  | 撒拉族   |
| 获奖作品 | 翻译奖         | 维吾尔文译汉文                       | 苏永成            | 回族       | 维吾尔文译汉文                   | 艾克拜尔·乌拉木         | 维吾尔族 |
| 获奖作品 | 翻译奖         | 柯尔克孜文译汉文                     | 阿地力·朱玛吐尔迪 | 柯尔克孜族 |                                  |                         |          |

### 第七届（1999年—2001年）
| 作品类型/奖项  | 作品名称/翻译          | 作者/译者      | 民族     | 作品名称/翻译                        | 作者/译者             | 民族       |
| -------------- | ---------------------- | -------------- | -------- | ------------------------------------ | --------------------- | ---------- |
| 长篇小说       | 《红蝴蝶》             | 李惠善         | 朝鲜族   | 《亚瑟爷和他的家族》                 | 马知遥                | 回族       |
| 长篇小说       | 《盂兰变》             | 孟晖           | 达斡尔族 | 《蔚蓝的天空》（蒙古文）             | 布和德力格尔          | 蒙古族     |
| 长篇小说       | 《大漠狼孩》           | 郭雪波         | 蒙古族   | 《飘荡的灵魂》（维吾尔文）           | 艾海提·图尔迪         | 维吾尔族   |
| 中、短篇小说集 | 《蓝雪》               | 朱马拜·比拉力  | 哈萨克族 | 《满都麦小说选》（蒙古文）           | 满都麦                | 蒙古族     |
| 中、短篇小说集 | 《被雨淋湿的河》       | 鬼子           | 仫佬族   | 《琴弦上的魂》（藏文）               | 扎西班典              | 藏族       |
| 中、短篇小说集 | 《这方水土》           | 向本贵         | 苗族     | 《收获的季节》（藏文）               | 阿宁·扎西东主         | 藏族       |
| 中、短篇小说集 | 《山里女人》           | 朗确           | 哈尼族   | 《沉睡的黄昏》（维吾尔文）           | 穆罕默德·伊明         | 维吾尔族   |
| 中、短篇小说集 | 《远风俗》             | 黄佩华         | 壮族     | 《红遍乡村》（维吾尔文）             | 热孜莞古丽·玉苏甫     | 维吾尔族   |
| 中、短篇小说集 | 《鸡蛋的眼泪》         | 金瓯           | 满族     | 《九月在哭泣》（朝鲜文）             | 高信一                | 朝鲜族     |
| 中、短篇小说集 | 《走出峡谷的乌江》     | 田永红         | 土家族   | 《旭光》（哈萨克文）                 | 合尔巴克·努尔哈力也夫 | 哈萨克族   |
| 中、短篇小说集 | 《蓝色乌江》           | 赵朝龙         | 苗族     | 《边城小镇》（傣文）                 | 刀正明                | 傣族       |
| 中、短篇小说集 | 《有种打死我》         | 陈铁军         | 锡伯族   |                                      |                       |            |
| 诗集           | 《草地》               | 张克扎都       | 拉祜族   | 《世纪之交的独行》                   | 金学泉                | 朝鲜族     |
| 诗集           | 《西藏在上》           | 唯色           | 藏族     | 《从秋天到冬天》                     | 冉冉                  | 土家族     |
| 诗集           | 《水磨坊》             | 汪玉良         | 东乡族   | 《北方牧歌》                         | 星宇                  | 满族       |
| 诗集           | 《我曾属于原始的苍茫》 | 鲁若迪基       | 普米族   | 《梦中的橄榄树》                     | 沙马                  | 彝族       |
| 诗集           | 《从一只鹰开始》       | 白涛           | 蒙古族   | 《爱情》（维吾尔文）                 | 亚森·孜拉力           | 维吾尔族   |
| 散文集         | 《情感高原》           | 米切若张       | 彝族     | 《他乡 故乡》                        | 温新阶                | 土家族     |
| 散文集         | 《一册山河》           | 张承志         | 回族     | 《人生漫笔》（哈萨克文）             | 哈布迪什·贾那布尔     | 哈萨克族   |
| 散文集         | 《旧屋》               | 苏莉           | 达斡尔族 | 《元上都探古》（蒙古文）             | 汪古帝·甘·希儒嘉措    | 蒙古族     |
| 散文集         | 《散文方阵彭学明卷》   | 彭学明         | 土家族   | 《天痕》（蒙古文）                   | 乌仁高娃              | 蒙古族     |
| 散文集         | 《托克马克之恋》       | 杨峰           | 回族     |                                      |                       |            |
| 报告文学       | 《盗猎揭秘》           | 江浩           | 满族     | 《白发沧桑》（柯尔克孜文）           | 阿布都热合曼·斯玛依   | 柯尔克孜族 |
| 报告文学       | 《百色大地宣言》       | 岑隆业、韦一凡 | 壮族     |                                      |                       |            |
| 儿童文学       | 《恐怖地带101》        | 韩静慧         | 蒙古族   | 《魔鬼的欢乐》（维吾尔文）           | 阿布力克木·艾山       | 维吾尔族   |
| 理论 、 评论集 | 《圣殿之廊》           | 龙潜           | 苗族     | 《当代维吾尔文学沉思录》（维吾尔文） | 艾尼瓦尔·阿布都热依木 | 维吾尔族   |
| 理论 、 评论集 | 《玛拉沁夫小说艺术论》 | 李晓峰         | 汉族     | 《当代彝文文学研究》（彝文）         | 阿牛木支              | 彝族       |
| 翻译奖         | 蒙古文译汉文           | 乌雅泰         | 蒙古族   | 朝鲜文译汉文                         | 李玉花                | 朝鲜族     |
| 翻译奖         | 蒙古文译汉文           | 曼德尔娃       | 蒙古族   | 哈萨克文译汉文                       | 哈依霞·塔巴热克       | 哈萨克族   |

### 第八届（2002年—2004年）
| 作品类型/奖项  | 作品名称/翻译                | 作者/译者         | 民族       |
| -------------- | ---------------------------- | ----------------- | ---------- |
| 长篇小说       | 《天高地厚》                 | 关仁山            | 满族       |
| 长篇小说       | 《紫雾》                     | 罗汉              | 阿昌族     |
| 长篇小说       | 《苦笑》（朝鲜文）           | 朴善锡            | 朝鲜族     |
| 长篇小说       | 《光辉的路程》（柯尔克孜文） | 沙坎·玉买尔       | 柯尔克孜族 |
| 长篇小说       | 《火魂》（彝文）             | 贾瓦盘加          | 彝族       |
| 中、短篇小说集 | 《你脸上有把刀》             | 萨娜              | 达斡尔族   |
| 中、短篇小说集 | 《五月飞蛾》                 | 叶梅              | 土家族     |
| 中、短篇小说集 | 《伏天》                     | 回族              | 石舒清     |
| 中、短篇小说集 | 《碎麦草》                   | 杨打铁            | 布依族     |
| 中、短篇小说集 | 《秀发》（维吾尔文）         | 克尤木·阿布都     | 维吾尔族   |
| 散文集         | 《巴·那顺乌日图散文集》      | 巴·那顺乌日图     | 蒙古族     |
| 散文集         | 《桂海苍茫》                 | 冯艺              | 壮族       |
| 散文集         | 《另一面历史人物的另类传记》 | 张宏杰            | 蒙古族     |
| 散文集         | 《母爱》（朝鲜文）           | 李善姬            | 朝鲜族     |
| 散文集         | 《那是什么》（维吾尔文）     | 托合塔什·拜克里   | 维吾尔族   |
| 诗集           | 《圆融》                     | 南永前            | 朝鲜族     |
| 诗集           | 《心灵牧歌》                 | 聂勒              | 佤族       |
| 诗集           | 《童年的诗》（蒙古文）       | 莫·哈斯苏都       | 蒙古族     |
| 诗集           | 《南逝的云》（藏文）         | 尖·梅朵           | 藏族       |
| 诗集           | 《顶陶罐的姑娘》（维吾尔文） | 博格达·阿不都拉   | 维吾尔族   |
| 报告文学       | 《飞天骄子——杨利伟》         | 周建新            | 满族       |
| 报告文学       | 《尹湛纳希》                 | 萨仁图娅          | 蒙古族     |
| 报告文学       | 《天行健》                   | 马泰泉            | 回族       |
| 报告文学       | 《中国大缉毒》               | 杨佳富            | 彝族       |
| 报告文学       | 《发现里耶》                 | 张心平            | 土家族     |
| 理论、评论集   | 《中国当代少数民族文学史论》 | 李鸿然            | 回族       |
| 理论、评论集   | 《远去的诗魂》               | 邓斌、向国平      | 土家族     |
| 理论、评论集   | 《负重的文学》               | 郎伟              | 回族       |
| 理论、评论集   | 《现象与文本》               | 李骞              | 彝族       |
| 理论、评论集   | 《昔日诗歌研讨》（哈萨克文） | 居马德里·马曼     | 哈萨克族   |
| 翻译奖         | 维吾尔文译汉文               | 狄力木拉提·泰米提 | 维吾尔族   |

### 第九届（2005年—2007年）
| 作品类型/奖项      | 作品名称/翻译                        | 作者/译者           | 民族     |
| ------------------ | ------------------------------------ | ------------------- | -------- |
| 长篇小说           | 《雪豆》                             | 王华                | 仡佬族   |
| 长篇小说           | 《银狐》                             | 郭雪波              | 蒙古族   |
| 长篇小说           | 《楼兰之子》（维吾尔文）             | 帕尔哈提·伊力牙斯   | 维吾尔族 |
| 长篇小说           | 《节日》（壮文）                     | 蒙飞、黄新荣        | 壮族     |
| 长篇小说           | 《罗孔札定》（景颇文）               | 玛波                | 景颇族   |
| 中、短篇小说集     | 《L形转弯》                          | 于晓威              | 满族     |
| 中、短篇小说集     | 《挂在月光中的铜汤瓶》               | 了一容              | 东乡族   |
| 中、短篇小说集     | 《黑马归去》                         | 叶尔克西·胡尔曼别克 | 哈萨克族 |
| 中、短篇小说集     | 《山峰云朵》（藏文）                 | 次仁央吉            | 藏族     |
| 中、短篇小说集     | 《蜿蜒的小河》（藏文）               | 南色                | 藏族     |
| 诗集               | 《黄爱平诗选》                       | 黄爱平              | 瑶族     |
| 诗集               | 《斯日古楞诗选》                     | 斯日古楞            | 蒙古族   |
| 诗集               | 《巴国俪歌》                         | 杨秀武              | 苗族     |
| 诗集               | 《雪灼》                             | 雷子                | 羌族     |
| 诗集               | 《人丛中渴望人情》（朝鲜文）         | 金学松              | 朝鲜族   |
| 诗集               | 《雪域抒怀》（藏文）                 | 伍金多吉            | 藏族     |
| 诗集               | 《其曼古丽诗选》（维吾尔文）         | 其曼古丽·阿吾提     | 维吾尔族 |
| 散文集             | 《松桃舞步》                         | 完班代摆            | 苗族     |
| 散文集             | 《从容起舞》                         | 格致                | 满族     |
| 散文集             | 《玉树临风》                         | 祁建青              | 土族     |
| 散文集             | 《宝的故事》（哈萨克文）             | 阿瓦力汗·哈力       | 哈萨克族 |
| 散文集             | 《愚昧的人们》（维吾尔文）           | 拜格买提·玉苏甫     | 维吾尔族 |
| 报告文学集         | 《深山信使王顺友》                   | 倮伍拉且            | 彝族     |
| 报告文学集         | 《远古部落的访问》                   | 袁智中              | 佤族     |
| 报告文学集         | 《创业史诗》（蒙古文）               | 布仁巴雅尔          | 蒙古族   |
| 理论、评论集       | 《高原女性的精神咏叹》               | 黄玲                | 彝族     |
| 理论、评论集       | 《在他者的视域中》                   | 马绍玺              | 回族     |
| 理论、评论集       | 《日据时期朝鲜族移民文学》（朝鲜文） | 张春植              | 朝鲜族   |
| 理论、评论集       | 《论哈萨克文学》（哈萨克文）         | 浩斯力汗·哈米江     | 哈萨克族 |
| 理论、评论集       | 《新时期蒙古族文学批评》（蒙古文）   | 仁钦道尔吉          | 蒙古族   |
| 人口较少民族特别奖 | 《山中那一个家园》（散文集）         | 孟学祥              | 毛南族   |
| 人口较少民族特别奖 | 《星光下的乌拉金》（散文集）         | 铁穆尔              | 裕固族   |
| 人口较少民族特别奖 | 《以我命名》（诗集）                 | 艾傈木诺            | 德昂族   |
| 人口较少民族特别奖 | 《月亮刀魂》（散文集）               | 孙宝廷              | 阿昌族   |
| 人口较少民族特别奖 | 《家乡的泸沽湖》（诗集）             | 曹翔                | 普米族   |
| 少数民族文学翻译奖 | 蒙古文译汉文                         | 特·官布扎布         | 蒙古族   |
| 少数民族文学翻译奖 | 藏文译汉文                           | 觉乃·云才让         | 藏族     |
| 少数民族文学翻译奖 | 维吾尔文译汉文                       | 伊明·阿布拉         | 维吾尔族 |
| 少数民族文学翻译奖 | 维吾尔文译汉文                       | 张宏超              | 汉族     |

### 第十届（2008年—2011年）
| 作品类型/奖项 | 作品名称/翻译                                    | 作者/译者         | 民族     |
| ------------- | ------------------------------------------------ | ----------------- | -------- |
| 长篇小说      | 《阿思根将军》（蒙古文）                         | 白金声            | 蒙古族   |
| 长篇小说      | 《春香》                                         | 金仁顺            | 朝鲜族   |
| 长篇小说      | 《康巴》                                         | 达真              | 藏族     |
| 长篇小说      | 《泥太阳》                                       | 潘灵              | 布依族   |
| 长篇小说      | 《诸王传》（维吾尔文）                           | 亚生江·沙地克     | 维吾尔族 |
| 中短篇小说    | 《丹砂》                                         | 肖勤              | 仡佬族   |
| 中短篇小说    | 《换水》                                         | 李进祥            | 回族     |
| 中短篇小说    | 《寂寞旋风》（藏文）                             | 扎巴              | 藏族     |
| 中短篇小说    | 《骏马之驹》（哈萨克文）                         | 乌拉孜汗·阿合买提 | 哈萨克族 |
| 中短篇小说    | 《摩围寨》                                       | 何炬学            | 苗族     |
| 散文          | 《父亲与故乡》（蒙古文）                         | 纳·乌力吉巴图     | 蒙古族   |
| 散文          | 《我的乡村》                                     | 陶玉明            | 布朗族   |
| 散文          | 《我的心在高原》                                 | 叶多多            | 回族     |
| 散文          | 《西藏古风》（藏文）                             | 平措扎西          | 藏族     |
| 散文          | 《乡村里的路》                                   | 钟翔              | 东乡族   |
| 报告文学      | 《非洲小城的中国医生》                           | 钟日胜            | 壮族     |
| 报告文学      | 《粮民——中国农村会消失吗？》                     | 爱新觉罗·蔚然     | 满族     |
| 报告文学      | 《四海之内皆兄弟：朝鲜族教育家林民镐》（朝鲜文） | 金虎雄            | 朝鲜族   |
| 报告文学      | 《我生命中难忘的画像》（维吾尔文）               | 哈孜·艾买提       | 维吾尔族 |
| 报告文学      | 《西藏的孩子》                                   | 鹰萨·罗布次仁     | 藏族     |
| 诗歌          | 《时间之花》                                     | 曹有云            | 藏族     |
| 诗歌          | 《我的滇西》                                     | 李贵明            | 傈僳族   |
| 诗歌          | 《我的灵魂写在脸上》                             | 王雪莹            | 满族     |
| 诗歌          | 《响箭》（维吾尔文）                             | 瓦依提江·吾斯曼   | 维吾尔族 |
| 诗歌          | 《鹰魂》（彝文）                                 | 木帕古体          | 彝族     |
| 翻译          | 蒙古文译汉文                                     | 查刻勤            | 蒙古族   |
| 翻译          | 朝鲜文译汉文                                     | 沈胜哲            | 朝鲜族   |
| 翻译          | 维吾尔文译汉文                                   | 苏德新            | 汉族     |
| 翻译          | 汉文译蒙古文                                     | 伍·甘珠尔扎布     | 蒙古族   |

### 第十一届（2012年—2015年）
| 作品类型/奖项 | 作品名称/翻译                                    | 作者/译者         | 民族     |
| ------------- | ------------------------------------------------ | ----------------- | -------- |
| 长篇小说奖    | 《白虎寨》                                       | 李传锋            | 土家族   |
| 长篇小说奖    | 《破荒》                                         | 袁仁琮            | 侗族     |
| 长篇小说奖    | 《时间悄悄的嘴脸》                               | 阿拉提·阿斯木     | 维吾尔族 |
| 长篇小说奖    | 《信仰树》（蒙古文）                             | 乌·宝音乌力吉     | 蒙古族   |
| 长篇小说奖    | 《昨天的部落》（藏文）                           | 旦巴亚尔杰        | 藏族     |
| 中短篇小说奖  | 《长河》                                         | 马金莲            | 回族     |
| 中短篇小说奖  | 《呼喊到达的距离》                               | 和晓梅            | 纳西族   |
| 中短篇小说奖  | 《母亲的岛》                                     | 陶丽群            | 壮族     |
| 中短篇小说奖  | 《无雪冬日》（藏文）                             | 德本加            | 藏族     |
| 中短篇小说奖  | 《幸福的气息》（哈萨克文）                       | 努瑞拉·合孜汗     | 哈萨克族 |
| 报告文学奖    | 《方大曾：消失与重现——一个纪录片导演的寻找旅程》 | 冯雪松            | 回族     |
| 报告文学奖    | 《这里是红军走过的地方》                         | 降边嘉措          | 藏族     |
| 报告文学奖    | 《逐梦——湘西扶贫纪事》                           | 龙宁英            | 苗族     |
| 报告文学奖    | 《最后的秘境——佤族山寨的文化生存报告》           | 伊蒙红木          | 佤族     |
| 诗歌奖        | 《茶马古道记》                                   | 何永飞            | 白族     |
| 诗歌奖        | 《崔龙官诗选集》（朝鲜文）                       | 崔龙官            | 朝鲜族   |
| 诗歌奖        | 《风中捡拾的草叶与月光》                         | 妥清德            | 裕固族   |
| 诗歌奖        | 《好时光》                                       | 鲁娟              | 彝族     |
| 诗歌奖        | 《云彩天花》（维吾尔文）                         | 依力哈尔江·沙迪克 | 维吾尔族 |
| 散文奖        | 《凹村》                                         | 雍措              | 藏族     |
| 散文奖        | 《话说历史的江——图们江》（朝鲜文）               | 金宽雄            | 朝鲜族   |
| 散文奖        | 《露水硕大》                                     | 杨犁民            | 苗族     |
| 散文奖        | 《蒙古密码》（蒙古文）                           | 特·官布扎布       | 蒙古族   |
| 散文奖        | 《新疆时间》                                     | 黄毅              | 壮族     |
| 翻译奖        | 蒙古文译汉文                                     | 马英              | 蒙古族   |
| 翻译奖        | 藏文译汉文                                       | 久美多杰          | 藏族     |
| 翻译奖        | 维吾尔文译汉文                                   | 姑丽娜尔·吾甫力   | 维吾尔族 |

### 第十二届（2016年—2019年）
| 作品类型/奖项 | 作品名称/翻译                    | 作者/译者       | 民族     |
| ------------- | -------------------------------- | --------------- | -------- |
| 长篇小说奖    | 《西南边》                       | 冯良            | 彝族     |
| 长篇小说奖    | 《青色蒙古》                     | 海伦纳          | 蒙古族   |
| 长篇小说奖    | 《驻村笔记》                     | 红日            | 瑶族     |
| 长篇小说奖    | 《神授·魔岭记》                  | 梅卓            | 藏族     |
| 长篇小说奖    | 《舞动的木偶》（朝鲜文）         | 许连顺          | 朝鲜族   |
| 中短篇小说奖  | 《骑马周游世界》                 | 海勒根那        | 蒙古族   |
| 中短篇小说奖  | 《睡觉的水》（藏文）             | 拉先加          | 藏族     |
| 中短篇小说奖  | 《人间消息》                     | 李约热          | 壮族     |
| 中短篇小说奖  | 《马嘶》                         | 吕翼            | 彝族     |
| 中短篇小说奖  | 《白熊》                         | 苏兰朵          | 满族     |
| 报告文学奖    | 《悬崖村》                       | 阿克鸠射        | 彝族     |
| 报告文学奖    | 《宋文骢——从游击队员到歼10之父》 | 段平            | 回族     |
| 报告文学奖    | 《罗布泊新歌》                   | 刘国强          | 满族     |
| 报告文学奖    | 《父亲原本是英雄》               | 田天、田苹      | 土家族   |
| 报告文学奖    | 《海雀，海雀》                   | 王华            | 仡佬族   |
| 诗歌奖        | 《无数灯火选中的夜》             | 冯娜            | 白族     |
| 诗歌奖        | 《西北辞》                       | 马占祥          | 回族     |
| 诗歌奖        | 《春夜，谁在呼唤》（蒙古文）     | 满全            | 蒙古族   |
| 诗歌奖        | 《桑多镇》                       | 扎西才让        | 藏族     |
| 诗歌奖        | 《逆风歌》                       | 张远伦          | 苗族     |
| 散文奖        | 《檐上的月亮》                   | 阿微木依萝      | 彝族     |
| 散文奖        | 《陪审员手记》                   | 朝颜            | 畲族     |
| 散文奖        | 《大河》                         | 李达伟          | 白族     |
| 散文奖        | 《被风吹过的村庄》               | 莫景春          | 毛南族   |
| 散文奖        | 《那条叫清江的河》               | 徐晓华          | 土家族   |
| 翻译奖        | 蒙古文译汉文                     | 哈森            | 蒙古族   |
| 翻译奖        | 藏文译汉文                       | 龙仁青          | 汉族     |
| 翻译奖        | 维吾尔文译汉文                   | 铁来克·依布拉音 | 维吾尔族 |
| 翻译奖        | 汉文译维吾尔文                   | 牙生·赛依提     | 维吾尔族 |
| 翻译奖        | 朝鲜文译汉文                     | 朱霞            | 朝鲜族   |